# 延禧站
延禧站（：／ Yeonhui yeok */?）曾为韩国铁路新村连结线上的一个车站，在西江站与新村站之间，已于1939年废止。本站名称来源于附近的延世大学。

## 历史
- 1930年12月25日：开始使用。
- 1939年10月31日：停用本站。